# みやざき文学賞
みやざき文学賞（みやざきぶんがくしょう）は、日本の文学賞。
宮崎県内の優れた文芸作品を広く募集することにより、県の文学活動の充実発展を図るとともに、文化の振興に資することを目的としている。小説・随筆・詩・短歌・俳句・川柳を募集している。応募資格は、県内在住・在学者に限られる（職業作家は除く）。入賞・入選作品を収録した作品集が発行される。題材は自由。主催は、公益財団法人宮崎県芸術文化協会。後援は、宮崎県、宮崎県教育委員会、朝日新聞社、毎日新聞宮崎支局、読売新聞西部本社、NHK宮崎放送局など。協賛は、公益財団法人九州文化協会など。第10回小説部門1席受賞の河合愀三は、九州芸術祭文学賞の2003年度第34回地区優秀作を受賞している。